# Construcción perimetral
La construcción perimetral
 (en inglés, contour crafting) es una tecnología de impresión para la construcción, desarrollada por Behrokh Khoshnevis del Instituto de Ciencias de la Información de la Universidad del Sur de California (en la Escuela de Ingeniería Viterbi), que usa una grúa móvil o grúa pórtico asistida por computador para construir edificios de manera rápida y eficiente con un trabajo manual considerablemente menor. Fue originalmente concebida como un método para construir moldes para piezas industriales. Khoshnevis decidió adaptar la tecnología para la construcción de viviendas prefabricadas como un método de reconstrucción tras un desastre natural, como los devastadores terremotos que han asolado su natal Irán.
Utilizando un componente de cemento de fraguado rápido, la construcción perimetral forma las paredes de la casa capa por capa hasta ser rematados con los pisos y techos que son colocados en su sitio por la grúa. La idea conceptual requiere del empotramiento de componentes estructurales, plomería, cableado, servicios básicos e incluso dispositivos de consumo como sistemas audiovisuales a medida que se forman las capas.

## Historia
La empresa Caterpillar Inc. aportó financiamiento para apoyar la investigación del proyecto Viterbi en el verano del 2008.
En 2009, los estudiantes graduados de la Universidad de la Singularidad (Singularity University) establecieron el proyecto ACASA con Khoshnevis como director de tecnología para comercializar Contour Crafting.
En 2010, Khoshnevis afirmó que su sistema podría construir una casa completa en un solo día y su grúa de propulsión eléctrica produciría muy pocos residuos de material de construcción. En 2005, el programa Discoveries This Week de The Science Channel reportó que, dada la cantidad generada de entre 3 y 7 toneladas de residuos materiales y los gases de escape producidos por los vehículos de construcción durante una edificación de viviendas convencional, la construcción perimetral pudo reducir considerablemente el impacto ambiental.
Khoshnevis declaró en 2010 que la NASA estaba evaluando la construcción perimetral para su aplicación en la construcción de bases en Marte y la Luna. Después de tres años, en 2013, la NASA financió un pequeño estudio en la Universidad del Sur de California para continuar con el desarrollo de la técnica de impresión 3D de Contour Crafting. Las aplicaciones potenciales de esta tecnología incluyen la construcción de estructuras lunares con un material que podría constituirse de componente lunar al 90 por ciento con solo un 10 por ciento del material llevado desde la Tierra.
En 2017, Contour Crafting Corporation (de la cual Khoshnevis es el director ejecutivo) anunció una asociación e inversión por parte de Doka Ventures. En el comunicado de prensa, sostienen que "iniciarán con la entrega de las primeras impresoras a principios del próximo año".